# Игнац Зајпел
Игнац Зајпел (Беч, 19. јул 1876 — Перниц, 2. август 1932) био је аустријски прелат, католички теолог, политичар и у два наврата канцелар Прве аустријске републике.

## Биографија

### Студије и почетак каријере
Зајпел је матурирао 1895. из гимназије у Беч у округу Мајдлинг. Католичку теологију је завршио на универзитету у Бечу из које је стекао докторат 1903, а 23. јула 1899. је благословљен за свештеника. 1908. се хабилитовао као професор на универзитету у Бечу. Од 1907. до 1917. био је професор моралне теологије у Салцбургу. Тамо је извео своје студије о нацији и држави.
Непосредно пре коначног слома Аустроугарске монархије, постао је у октобру 1918. министар за јавни рад и социјалну заштиту у кабинету Хајнриха Ламаша. У то време се бавио и писањем и објавио велики број познатих дела, међу којима је и Nation und Staat ("Нација и држава") из 1916. што му је помогло да учврсти своју каснију важну улогу у странци. У овим делима, за разлику од већине савременика који су били одушевљени Вилсоновом реториком, видео је државу, а не народ као примарну потврду суверенитета.
После Првог светског рата успоставио је нову Хришћанско социјалну партију која је, када монархија више није постојала, радила само у Аустрији. Био је представник те странке све до 1930.

### Први мандат
Од 21. маја 1922. па до 20. новембра 1924. Зајпел је по први пут вршио дужност савезног канцелара Аустрије. Уз помоћ Лиге народа је развио кредитирање јавних финансирања што је допринело до увођења шилинга. Међутим ово је довело до снажног пада реалног дохотка становништва и до раста незапослености. Као последица тога уследио је и велики штрајк железничара у новембру 1924. Због ове кризе добио је оштре критике из сопствене странке, а у јуну 1924. је успео да преживи атентат на железничкој станици у којем је рањен од стране Карла Јаворека, незадовољног радника који је за покушај убиства осуђен на три и по године. На крају је био принуђен да поднесе оставку на место канцелара државе.

### Други мандат
Током свог другог мандата Зајпелова главна политика је била подстицање сарадње између богатих индустријалаца и паравојне, антидемократске и фашистичке формације Хеимвера да би то искористио као борбу против социјалдемократа. Тиме је постао велики непријатељ у очима социјалдемократа који су га називали „прелат без милости“ и „крвави прелат“, нарочито после јулске побуне 15. јуна 1927. године која је избила када су новине објавиле вест да су три младића националиста у тучи са социјалдемократима у Бургенланду убили човека и дете, и потом били ослобођени оптужбе. Тако је Зајпел поново био под притиском да се повуче, што је на крају и урадио 4. маја 1929. Међутим, једно кратко време био је министар иностраних послова у влади Карла Ваугоина.

### Задње године живота и смрт
Након слома аустријске банке Creditanstalt 1931. Зајпел је поново требало да буде постављен за канцелара Аустрије, али није успео да оформи владу. Иако је његова политика била обележена веровањем у независну Аустрију, касније је изјављивао да ништа није могуће без Немачке. Није био задовољан владом у Аустрији и хтео је да створи ауторитарну државу у којој би он био председник. Међутим, после пута у Палестину оболео је и умро 2. августа 1932 од упале плућа, а боловао је и од дијабетеса и туберкулозе. Сахрањен је на Средишњем бечком гробљу. Његово тело је 1934. ексхумирано од стране тадашњег канцелара Курта фон Шушнига заједно са телом Енгелберта Долфуса и постављено је у бронзани ковчег у једној цркви у Бечу. Међутим, после Аншлуса, нацисти су наредили да се тела покојника врате у првобитне гробнице.